# Catalin Tecuceanu
Cătălin Tecuceanu [ˈkətəlin tekuˈt͡ʃeanu] (* 9. September 1999 in Tecuci, Rumänien) ist ein früher rumänischer, jetzt italienischer Mittelstreckenläufer, der sich auf den 800-Meter-Lauf spezialisiert hat und seit 2022 für Italien startberechtigt ist.

## Sportliche Laufbahn
Erste internationale Erfahrungen sammelte Cătălin Tecuceanu im Jahr 2017, als er bei den U20-Europameisterschaften in Grosseto mit 1:54,80 min in der ersten Runde über 800 Meter ausschied. Im Jahr darauf belegte er bei den U20-Balkan-Meisterschaften in Istanbul in 1:52,08 min den fünften Platz und 2021 siegte er in 1:45,19 min beim 57. Palio Città della Quercia und siegte dann im September in 1:44,93 min beim Hanžeković Memorial und verbesserte damit im letzten Rennen im Freien für Rumänien den Landesrekord, der bisher von Petru Drăgoescu aus dem Jahr 1985 gehalten wurde. Im Jahr darauf siegte er für Italien startend in 1:46,07 min beim P-T-S Meeting und gewann dann Anfang Juli in 1:44,97 min die Bronzemedaille bei den Mittelmeerspielen in Oran hinter den Algeriern Djamel Sedjati und Yassine Hethat. Anschließend schied er bei den Weltmeisterschaften in Eugene mit 1:46,31 min im Halbfinale aus und kam dann bei den Europameisterschaften in München mit 1:47,94 min nicht über den Vorlauf hinaus. 2023 gelangte er bei den Halleneuropameisterschaften in Istanbul mit 1:48,54 min auf Rang sieben. Im Juni wurde er bei der 1. Liga der Team-Europameisterschaft im Rahmen der Europaspiele in Chorzów in 1:47,81 min Sechster, ehe er bei den Weltmeisterschaften im August in Budapest mit 1:44,79 min im Halbfinale ausschied. Daraufhin siegte er in 1:45,25 min beim Palio Citta' della Quercia. Im Jahr darauf verbesserte er den italienischen Hallenrekord über 800 Meter auf 1:45,00 min und reiste damit als Weltjahresbester zu den Hallenweltmeisterschaften in Glasgow und belegte dort in 1:46,39 min den vierten Platz. Im Juni gewann er bei den Europameisterschaften in Rom in 1:45,20 min die Bronzemedaille hinter dem Franzosen Gabriel Tual und Mohamed Attaoui aus Spanien. Anschließend schied er bei den Olympischen Sommerspielen in Paris mit 1:45,38 min im Halbfinale aus.
2025 erreichte er bei den Halleneuropameisterschaften in Apeldoorn das Finale und belegte dort in 1:45,57 min den vierten Platz über 800 Meter.
2022 wurde Tecuceanu italienischer Meister im 800-Meter-Lauf im Freien sowie 2023 in der Halle.

## Persönliche Bestleistungen
- 800 Meter: 1:43,75 min, 12. Juli 2024 in Monaco
  - 800 Meter (Halle): 1:45,00 min, 23. Februar 2024 in Madrid (italienischer Rekord)